# Květinov
Květinov település Csehországban, a Havlíčkův Brod-i járásban.  Lakosainak száma 220 fő (2024. január 1.).

## Népesség
A település lakosságának változását az alábbi diagram mutatja:
| Lakosok száma | 579  | 595  | 561  | 429  | 267  | 203  | 238  | 241  | 215  | 220  |
|               | 1869 | 1890 | 1921 | 1950 | 1980 | 2001 | 2017 | 2019 | 2022 | 2024 |